# Nina Lola Bachhuber
Nina Lola Bachhuber (Múnich, 1971) es una artista contemporánea alemana, que trabaja la escultura, la instalación artística y el dibujo.
Obtuvo su maestría en Bellas Artes en la Facultad de Bellas Artes de  Hamburgo. Ha exhibido su trabajo ampliamente, por ejemplo, en el UCLA Hammer Museum en Los Ángeles; en The Drawing Center , PS1 Contemporary Art Center , SculptureCenter, Metro Pictures y galerías Mary Boone en Nueva York; The Moore Space en Miami; Galería Min Min en Tokio, Von der Heydt-Museum, Wuppertal, y la Städtische Galerie Karlsruhe, Alemania.
Su trabajo está presente en la colección del Museo de Arte Moderno de Nueva York.